# Pangasius macronema
Pangasius macronema ist eine Fischart aus der Gattung Pangasius innerhalb der Familie der Haiwelse. Die Art hat ein disjunktes Verbreitungsgebiet, das Populationen im Mae Nam Chao Phraya und im Mekong in Thailand, Kambodscha, Laos  und Vietnam sowie solche in Indonesien auf Java und Süd-Borneo umfasst. Die Art wird kommerziell befischt.

## Merkmale
Pangasius macronema ist eine relativ kleine und schlanke Art mit engem Kopf und Maul. Sie erreicht eine Körperlänge von etwa 20 cm. Die Barteln erreichen eine Länge, die über den Ansatz der Brustflosse hinausgeht. Die Augen sind groß. Die Fettflosse ist sehr klein. Entlang der Seitenlinie und darunter verlaufen zwei Streifen, die sich am Ansatz der Brustflosse treffen. Die Männchen tragen eine deutlich größere Afterflosse mit verlängerten Weichstrahlen und weisen nach der Paarung meist auf beiden Seiten einen blutigen Kratzer auf, der wahrscheinlich von den Hartstrahlen der Brustflossen der Weibchen zugefügt wird. Weder ein Sexualdimorphismus der Afterflosse, noch auffällige Kratzer werden bei anderen Pangasius-Art gefunden.
Die Kiemenreuse trägt am ersten Bogen 37 bis 45 lange, schlanke Strahlen.

## Lebensweise
Die Art besiedelt Flüsse und Seen in großen Schulen. In der Regenzeit wandert sie in die Überschwemmungsgebiete ein. Als Nahrung dienen Weichtiere, Krustentiere, Insekten und kleine Fische.

## Weblink
- Pangasius macronema in der Roten Liste gefährdeter Arten der IUCN 2013.1. Eingestellt von: Jenkins, A., Kullander, F.F. & Tan, H.H., 2007. Abgerufen am 17. November 2013.